# トヨタ・プロボックス

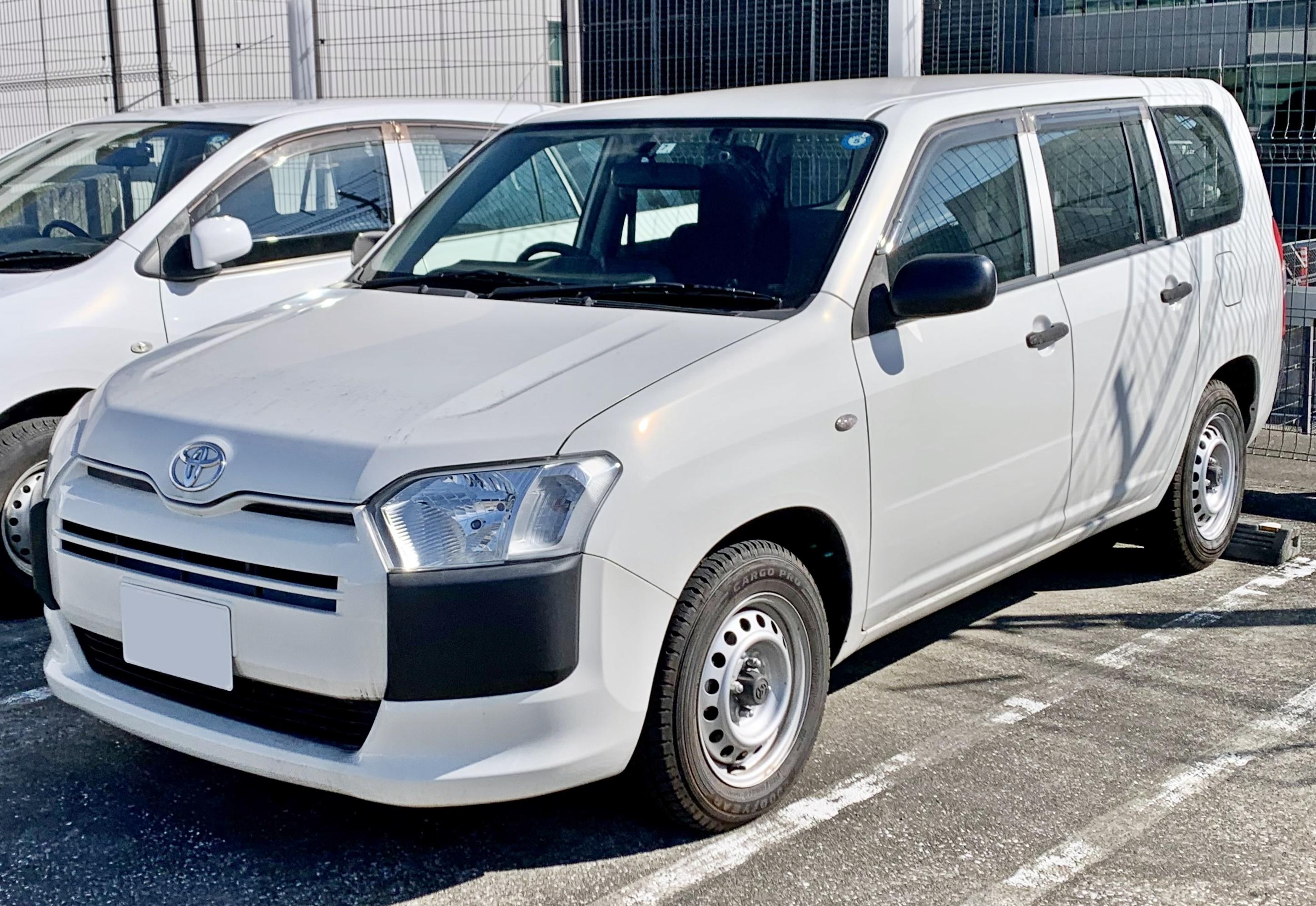
Toyota Probox

プロボックス（Probox）は、トヨタ自動車が製造するライトバン型、およびかつて製造していたステーションワゴンタイプの自動車である。カローラバン&アシスタ（←ビジネス）ワゴン／スプリンターバン&ワゴンの後継車として、バンとしての使い勝手を念頭に置いた専用設計を用いて開発されたモデルである。

## 概要
2002年7月2日発表・発売。2002年7月から2014年8月まで販売された型は初代ヴィッツ系統のプラットフォーム（NBCプラットフォーム）を、2014年9月改良型は3代目ヴィッツ系統、および日本国内市場向け11代目カローラシリーズ（2代目カローラアクシオ・3代目カローラフィールダー）系統等のプラットフォーム（Bプラットフォーム）をそれぞれ元に作られている。姉妹車に、カルディナバンの後継車となるサクシードが2020年まで存在した。2018年6月21日からマツダにファミリアバンとしてOEM供給されている。
2014年9月改良型以降は貨物車登録（4ナンバー）のバンモデルのみ販売。2013年10月11日まで乗用車登録（5ナンバー）のワゴンモデルの設定がされていた。詳しくは後述。
商用車ではあるものの、ベースとなったヴィッツやカローラ（E120系以降）の一部パーツが流用可能なこと、また1500cc車ながら税抜き120万円を切る価格の安さ、車重の軽さもあり、ドリ車やジムカーナといった競技用車両としての需要も高い。2015年からは雑誌『Option』主催によるワンメイクレースが開催されている。2010年代後半頃からは後述するパッケージングがアウトドア愛好家の間で注目され、車中泊に対応した改造例も見受けられるようになった。
プロボックス、およびサクシードは基本的に日本国内専用車として開発されているが、海外の市場（特に新興国や発展途上国）では自動車の資産価値が高いため、ロシアやモンゴル、ミャンマー、マレーシア、インドネシアなどの各東南アジア地域へ大量に並行輸出されている。

## 開発経緯
開発コンセプトとしては以下の通り。
- 日産・ADバンを凌駕する性能を確保。
- 貨物車バン（4ナンバー）をメイングレードとして、使い勝手のよさを追求。
- 「シンプル イズ ベスト」。無用な加飾の排除による徹底したコストダウン。

要因として
- 先代車であるカローラバン／スプリンターバンの陳腐化。生産10年目の節目でもあった。
- カローラバン／スプリンターバンとカルディナバンの統合による合理化。
- 対抗車種の日産・ADバンのフルモデルチェンジによる、商用車市場でのシェア低下[注釈 1]。

フロントプラットフォームは2002年7月 - 2014年8月型の場合、コストを考慮した結果、プリウス／カローラ系（MCプラットフォーム）ではなく、初代ヴィッツ系（NBCプラットフォーム）のものを流用し、車両総重量に見合った衝突安全性を確保するため、前端部を延長した。リアフロアパンは荷室容積を最大限確保するため、ショックアブソーバーを後傾させ、床下配置を可能とした専用品を新開発。後輪の足回りには、プロボックス&サクシード専用に開発された4リンク式車軸懸架（4WD車は4リンク式ライブアクスル）+コイルスプリングを採用し、さらにラテラルロッドを加え（計5リンク）、積載物による車高変動や、側方からの入力時にも安定走行ができる様に配慮がなされている。前輪はヴィッツ用を流用したストラット式とした。ばね高さの短縮と積載重量を考慮し、ヴィッツ系では最大のばね定数となった。更に前後にスタビライザーを標準装備しており、ロールを低減している。これらの特性により、NBCプラットフォームでは最も硬質な足廻りとなっている。
インテリアについては、カローラバン、スプリンターバンの大口ユーザー等へのリサーチの結果、A4ファイルやB5サイズのモバイルノートパソコンが入る大型のドアポケットや、カードホルダーやペンホルダー、大容量の灰皿、モバイルノートパソコンやお弁当を置くための格納式テーブル、長距離走行でも疲れにくいシートなど、乗用車の派生ではなく、あくまでも商用バンをメイングレードとして考え、ビジネスユースにおける使い勝手のよさを徹底的に追求しており、よい意味での割り切りが感じられる。その一方で乗降用ドアノブはコストの安いフリップ式ではなく、乗用車で多く使われるバーグリップ（取手）式を採用している。
開発者の中に愛煙家がおり、空調の気流が灰皿の灰を飛ばさないように配慮された配置になっている。
カローラバンではステーションワゴン（後のフィールダー）のスタイリングを優先し、ボディが丸く、特にバックドアはかなり寝かされていたが、プロボックスは荷室容積を最優先し、徹底的に絞り込みの少ないボディ形状とした。
安全面については、他のトヨタ車同様衝突安全ボディーGOAが採用され、国土交通省の自動車アセスメントで最高レベルの星6つとなっている。環境性能は、全グレードで超低排出ガス車認定を受けている。ただしワゴングレードでも「F」には割り切りの為、後部座席にはヘッドレストが標準装備されていない。
ディーゼルエンジンの1ND-TV型搭載車はNox・PM法の規制対象となっており、2007年（平成19年）9月までに販売を終了したことで姉妹車のサクシード同様、新車として販売されている日本国内向けの総排気量2,000 cc以下のディーゼル車が消滅した。一方で、改造扱いではない（型式指定を受けた）CNG車が設定されている。
車両開発は、カローラ／スプリンターバン・ワゴンと同様に、ダイハツ工業との共同開発で行われ、生産はグループ子会社のダイハツ京都工場で行われている。
日本メーカーの現行ライトバン（プロボックスと日産・AD）で唯一となっている部分がいくつかあり、設計段階から商用車専用に開発された、5速マニュアル車の設定があり、他のメーカーにOEM供給されていないという点がある（いずれも当初）。

## 2002年7月販売型（XP5#型・2002年 - 2014年）
- 2002年7月2日 - 発表・発売。

当初はカローラ店・ネッツトヨタ店（現・ネッツ店）の併売車種だった。
エンジンは、バンモデルは1.3Lの2NZ-FE型（FFのみ）と、1.5Lの1NZ-FE型ガソリンエンジン、この他、1.4Lの1ND-TV型直噴式ディーゼルターボエンジン（FFのみ）も設定。ワゴンモデルは1NZ-FE型ガソリンエンジンのみ。トランスミッションは2NZ-FE/1NZ-FEエンジン搭載車はSuper ECT（4速AT）、5速MTから選択できるが、1ND-TVエンジン搭載車は5速MTのみ。
グレードはバンモデルが最上級グレードから順に「GL」、「DX コンフォートパッケージ」、「DX」、「DX-J」（1.5L FFは設定なし）がある。「GL」には電動格納式ドアミラー、前席パワーウィンドウ、ブラックアウト（窓枠が黒色塗装）が標準装備となっている。オプションでカラーエディションを選択するとミラーやバンパー、ドアハンドルがカラードとなり、フルホイールキャップも装備された。ベーシックグレードの「DX」には「コンフォートパッケージ」があり、電動リモコンドアミラー、運転席パワーウィンドウ等を装備している。最廉価モデルの「DX-J」はエアコンレス（1.3Lのみ）となっている。
ワゴンモデルは最上級グレード「F エクストラパッケージ」、ベーシックグレードの「F」がある。ワゴンモデルは全車ホーンパッドにオーナメントが付く。シートではバンモデルのフロントシートはヘッドレスト一体型シートが装着されるが、ワゴンモデルは、全席ヘッドレストが装着されており、リアシートも質がバンモデルより向上している。「F」のホイールはバンモデルと共通のスチールホイールが装着されるが、「F エクストラパッケージ」はフルホイールキャップとなる。また、サイドモールも全車標準装備となる。「F」のサイドミラーも「DX」と同じく手動可倒式となり、「F エクストラパッケージ」は「GL」と同じく電動格納式ドアミラーを装備する。「F エクストラパッケージ」もカラードパッケージを選択できる。
- 2003年
  - 4月17日 - 1NZ-FNE型エンジンを搭載し、「超-低排出ガス（★★★）」認定[注釈 5]を取得したCNG車を追加。FF、4速ATのみの設定となる。
  - 5月15日 - ワゴンの「F」をベースに、エクストラパッケージの装備品に加え、ボディ同色バンパー・サイドプロテクションモール・アウトサイドドアハンドル・ドアミラー（電動格納式リモコンドアミラー）、UVカット機能付プライバシーガラス、パワーウィンドウ、ワイヤレスドアロックリモートコントロールなどを装備した特別仕様車「F エクストラパッケージ・リミテッド」を発売。同日にTECSのラインナップとして「保冷バン」と「クーリングバン」を追加した。
- 2004年4月 - ネッツ店での販売を終了し、これよりカローラ店専売車種となった。
- 2005年8月1日 - 一部改良。マニュアルレベリング機構付ヘッドランプを全車に採用すると共に、ハイマウントストップランプ（一部グレードを除くバンとワゴン全グレード）、ワイヤレスドアロック（一部グレードを除くバンとワゴン「Fエクストラパッケージ」）、AM/FMマルチ電子チューナー付ラジオ&2スピーカー（バン全グレードとワゴン「F」）も装備された。ワゴンの特別仕様車「F エクストラパッケージ・リミテッド」はベース車に準じた改良を受け、販売を継続。最廉価グレードの「DX-J」は廃止された。
- 2007年9月30日 - ディーゼルエンジンの1ND-TV型搭載車の販売終了。
- 2008年8月1日 - 一部改良。ハイマウントストップランプをバンの一部グレードにも装備され、全車標準装備される。
- 2010年6月1日 - 一部改良。バンの1.5Lガソリン・2WD・4AT車でオルタネーターの制御等の改良を行い、燃費を向上し、「平成22年度燃費基準+15%」を達成。さらに、ガソリン車全車でエンジンのECUを変更し、空燃比センサーを追加。排出ガスの低減を行ったことで「平成17年基準排出ガス75%低減レベル（☆☆☆☆）」認定を取得。また、ドアミラーを電動リモコン式にすると共に、一部グレードではUVカット機能付プライバシーガラスとカラードアウトサイドドアハンドルを装備した。ボディカラーは新色のシルバーマイカメタリック、ベージュメタリックの2色を含む5色に整理された。ワゴンの特別仕様車「F エクストラパッケージ・リミテッド」はベース車に準じた改良を受けるとともに、14インチアルミホイールをメーカーオプションに設定。ボディカラーには専用色のマルーンブラウンマイカを追加の上、販売を継続。
- 2012年4月26日 - 一部改良。ワゴンにおいて、リア中央席に3点式シートベルトとヘッドレストを標準装備（「F」は3点式シートベルトのみ標準装備で、ヘッドレストはオプション設定）。ワイヤレスドアロックリモートコントロール装着車の助手席キーシリンダーを廃止。全車で助手席シートベルト非着用警告灯およびリマインダーを廃止し、メーター内にシートベルトインフォメーション表示灯（いずれかのドアを開くと約10秒間点滅し、シートベルトの着用を促すもの。ブザーなし）を採用。また、バンのCNG車はNOxを基準値より10%低減したことで「平成21年排出ガス基準10%低減レベル（低排出ガス車）」認定を取得した。なお、ワゴンの特別仕様車「F エクストラパッケージ・リミテッド」はベース車に準じた一部改良を受け、販売を継続。
- 2013年10月11日 - ワゴンモデルの販売を終了。既存の3代目カローラフィールダーが事実上の代替車種となる。ただしバンモデルはこれまで通り継続販売する。

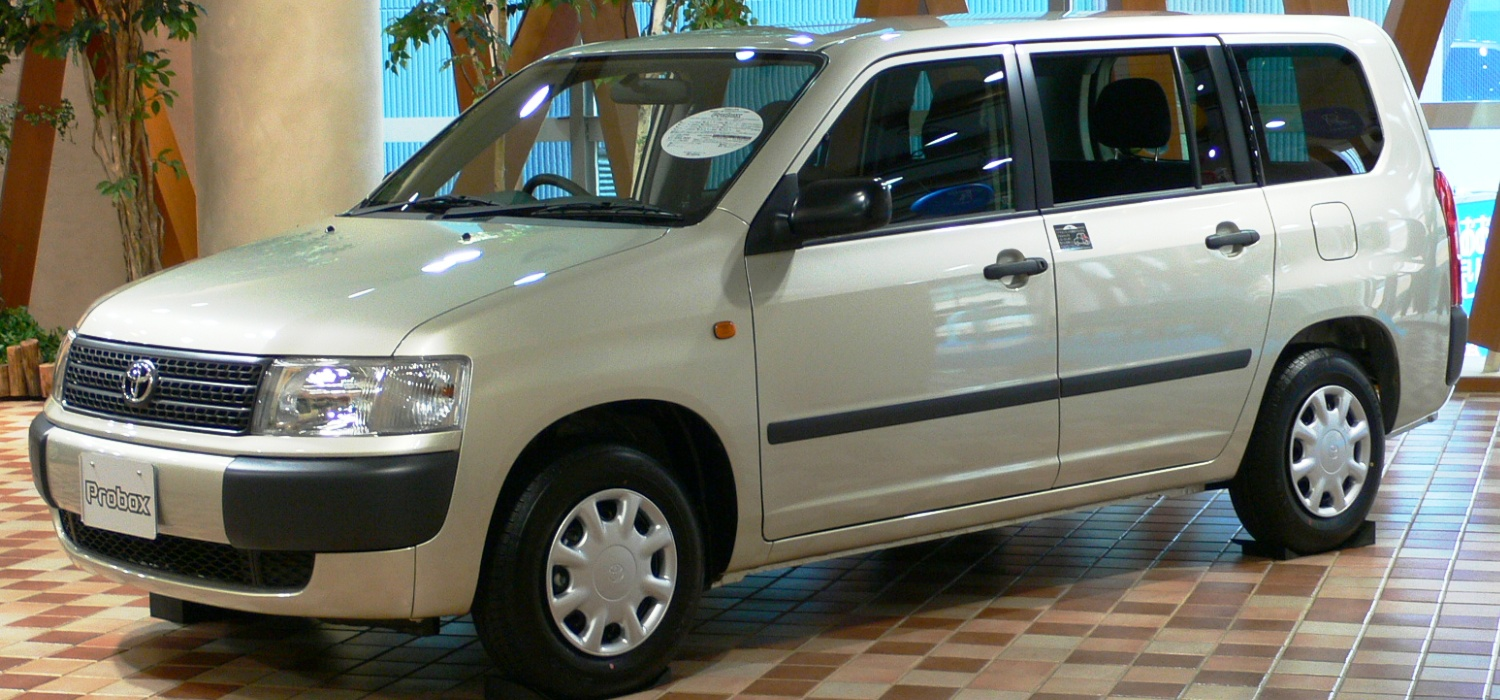
ワゴン
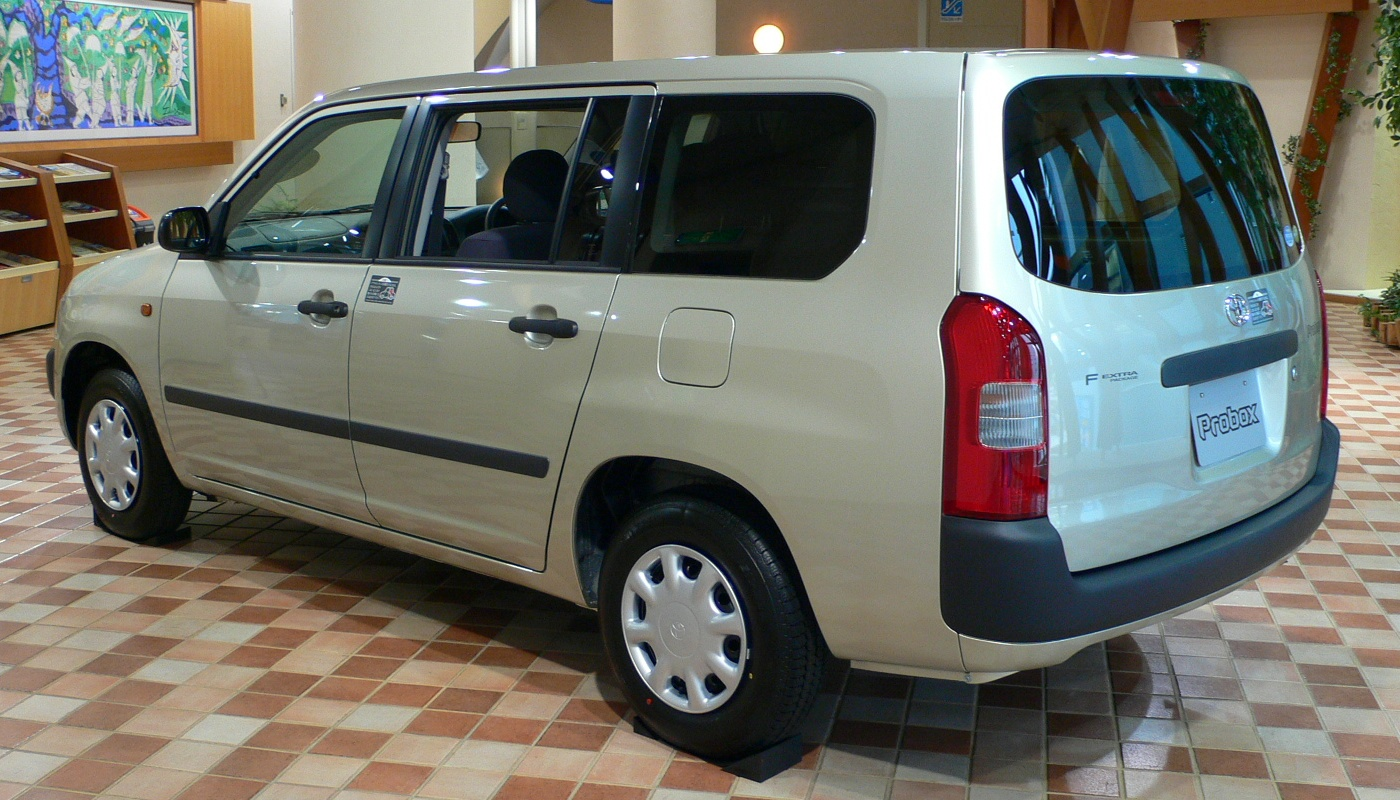
リア

## 2014年8月販売型（XP16#V型・2014年 - ）
- 2014年8月6日 - マイナーチェンジ（9月1日販売開始）[4]。公式には「マイナーチェンジ」であるが、型式が1.3L車がNSP160V、1.5L車の2WD車がNCP160V、1.5L車の4WD車がNCP165Vと2002年7月販売型から大きく異なっているため自動車型式認定制度上はフルモデルチェンジとして扱われる。

1.3L車はDual VVT-iを搭載した1NR-FE型に置換し、全車のトランスミッションをSuper CVT-iにすることで燃費を向上し、1.3L車と1.5L・2WD車は「平成27年度燃費基準+10%」、1.5L・4WD車も「平成27年度燃費基準」をそれぞれ達成した。安全面では歩行者障害軽減ボディ構造を採用するとともに、VSC&TRC、ヒルスタートアシストコントロール、緊急ブレーキシグナルを全車に標準装備し、フロントディスクブレーキを大径化（13インチ→14インチ）したことで制動力を高めた。トランスミッションは全車CVTとなり、2002年7月-2014年8月型に設定されていた4速ATと5速MTはそれぞれ廃止となった。
新型エンジンとCVTを搭載するにあたり、前半分のプラットフォームをNBCプラットフォームからBプラットフォームに変更。そのままでは搭載できないため、幅を60mmカットした上で従前のアッパーボディと組み合わせている。サスペンション構造の最適化と車速感応型電動パワーステアリングを採用。また、フロントシート座面の形状見直しなどを行い、全車に標準装備されているマニュアルエアコンは冷却効率を向上した。
足踏み式パーキングブレーキの採用に伴い、運転席はセンタークラスターを中心に収納スペースを確保しており、ドリンクホルダーと照明を備えたセンタートレイは1Lサイズの紙パック飲料も収納可能なほか、インパネテーブルはA4サイズのノートパソコンや弁当が置けるように大型にし、オーディオスペース付近にはスマートフォンなどが収められるマルチホルダーを装備。インパネにはA4バインダーを収納できるトレイを設置した。
外観はタフさを強調するため、フロント周り（フロントバンパー&グリル、ヘッドランプ）やリアコンビネーションランプのデザインを変更（サクシードと同一のエクステリアデザインとなる）。オプション設定のフロントフォグランプは2002年7月-2014年8月のだ円から円形に変更された。ボディカラーには新色の「ボルドーマイカメタリック」と「ライトグリーンメタリック」を追加し、6色展開とした。その他、計器盤の意匠がリファインされ、3代目（XP130型）ヴィッツ、および2代目（E160型）カローラアクシオ のものをベースとした照度コントロールつき単眼タイプに変更、ステアリングホイール意匠も変更され、スッキリとした印象にまとめられた。グレード体系は2002年7月-2014年8月型から継続の「DX」・「DXコンフォート」・「GL」に加え、1.5L車のみ、ワゴンモデルに設定されていた「F」をバンモデルにおける最上位グレードとして追加した。
- 2016年8月30日 - 一部改良[6]。

軽自動車を除く4ナンバーの2BOXタイプ商用車で初搭載となる衝突回避支援型プリクラッシュセーフティをはじめ、レーンディパーチャーアラート、オートマチックハイビームをセットにした衝突回避支援パッケージ「Toyota Safety Sense C」を全車標準装備したほか、シフト操作時における急発進を抑制して衝突時の被害軽減に寄与するドライブスタートコントロールや、先行車を検知して信号待ちなどで先行車が発進したことに気付かずに停車し続けた場合、ブザーとディスプレイ表示でドライバーに知らせる先行車発進告知機能も標準装備。コンライトやイルミネーテッドエントリーシステムも新たに標準装備された。
また、1.5L・2WD車にアイドリングストップ機能（Stop & Start System）を標準装備したことでJC08モード燃費を19.6km/Lに向上し、「平成27年度燃費基準+20%」を達成した。
- 2018年
  - 5月 - 衝突回避支援パッケージの名称を「Toyota Safety Sense C」から、「Toyota Safety Sense」に変更している[7]。（公式発表なし）
  - 6月21日 - マツダへ10代目ファミリアバンとしてOEM供給を開始。
  - 11月19日 - 一部改良並びにハイブリッド車（NHP160V型）の追加設定が発表された（12月3日発売）[8]。

一部改良では、既搭載の「Toyota Safety Sense」において、プリクラッシュセーフティに昼間の歩行者検知機能を追加したほか、イモビライザーを標準装備。内装ではUSBポートを標準装備し、マルチホルダーのサイズが拡大された。
新たに追加設定されたハイブリッド車は全グレードに設定されており、燃費消費率はWLTCモード（22.6km/L）・JC08モード（27.8km/L）両方に対応して「平成27年度燃費基準+25%」を達成するとともに、排出ガスのWLTCモードへの対応により、「平成30年排出ガス基準75%低減レベル（☆☆☆☆☆）」認定も取得している。装備面では、エアコンがオートタイプ（ヒーターコントロールパネルもプッシュ式）にグレードアップされ、センターコンソール後方に小物入れを追加。また、運転席シートヒーターがオプション設定されている。
ハイブリッド車の補機バッテリーは欧州規格のものが荷台内に搭載されているため、ガソリン車に比べて荷台床面積が減少し、最大積載量が50kg減少しているほか、後席足元のセンタートンネルが廃止されフラット化されている。
- 2020年
  - 5月1日 -  東京都を除く全ての地域での全車種併売化に伴い、トヨタ店、トヨペット店、ネッツトヨタ多摩・ネッツトヨタ東都（東都は東京都の店舗に限る）以外のネッツ店での販売を開始。多摩と東京都の東都以外のネッツ店では16年ぶりに取り扱いを再開した。
  - 5月6日 - 姉妹車のサクシードが販売終了。これによりプロボックスへ一本化された。
  - 8月 - 仕様変更（公式発表なし）。ガソリン車がWLTCモードによる燃料消費率並びに排出ガス（燃料消費率はJC08モードによる数値も併記）に対応し、2WD車は「平成30年排出ガス基準50%低減レベル（☆☆☆☆）」認定を取得した。また、ドアミラーカウルの形状が変更され、ハイブリッド車はフロントフェンダーのHYBRIDエンブレムが廃止された。
- 2021年12月22日 - 一部改良を発表（2022年1月6日発売）[9]。全ての既存グレードにアクセサリーコンセント（AC100V・100W）が標準装備された。併せて、ボディカラーとグレード体系が整理され、ボディカラーは「ボルドーマイカメタリック」と「ライトグリーンメタリック」が廃止され、グレード体系は「GL」をハイブリッド専用グレードに移行し、「DX」と「DXコンフォート」を廃止する替わりに、ガソリン車には「G」、ハイブリッド車には「GX」がそれぞれ追加された。「GX」は「GL」からドアサッシブラックアウトを省き、フロントワイパーを間欠にグレードダウン、リア間欠ワイパーとアクセサリーコンセントをメーカーオプション（リア間欠ワイパーは寒冷地仕様に組み込まれ、本仕様を選択した場合はフロントワイパーが時間調整式間欠にグレードアップされる）とすることで、「GL」よりも17.2万円（消費税込）安、従来の「DX」（ハイブリッド車）よりも2.98万円（消費税込）割安に設定された。ハイブリッド車のフロントフェンダーにあった「HYBRID」エンブレムが廃止された。
- 2024年4月5日 - 一部改良[10]。インナーミラーがバックモニター内蔵自動防眩タイプとなった。なお、今回の一部改良で1.5Lガソリン・4WD車以外は2022年度燃費基準に対応（ハイブリッド車と1.5Lガソリン・2WD車は105%達成、1.3Lガソリン車は95%達成）し、ハイブリッド車はリア右下に装着されているハイブリッドシンボルマーク（HYBRID SYNERGY DRIVE）が「HEV」エンブレムへ変更されたほか、コーポレートエンブレムもハイブリッド専用の青いタイプから通常のタイプに変更されている。

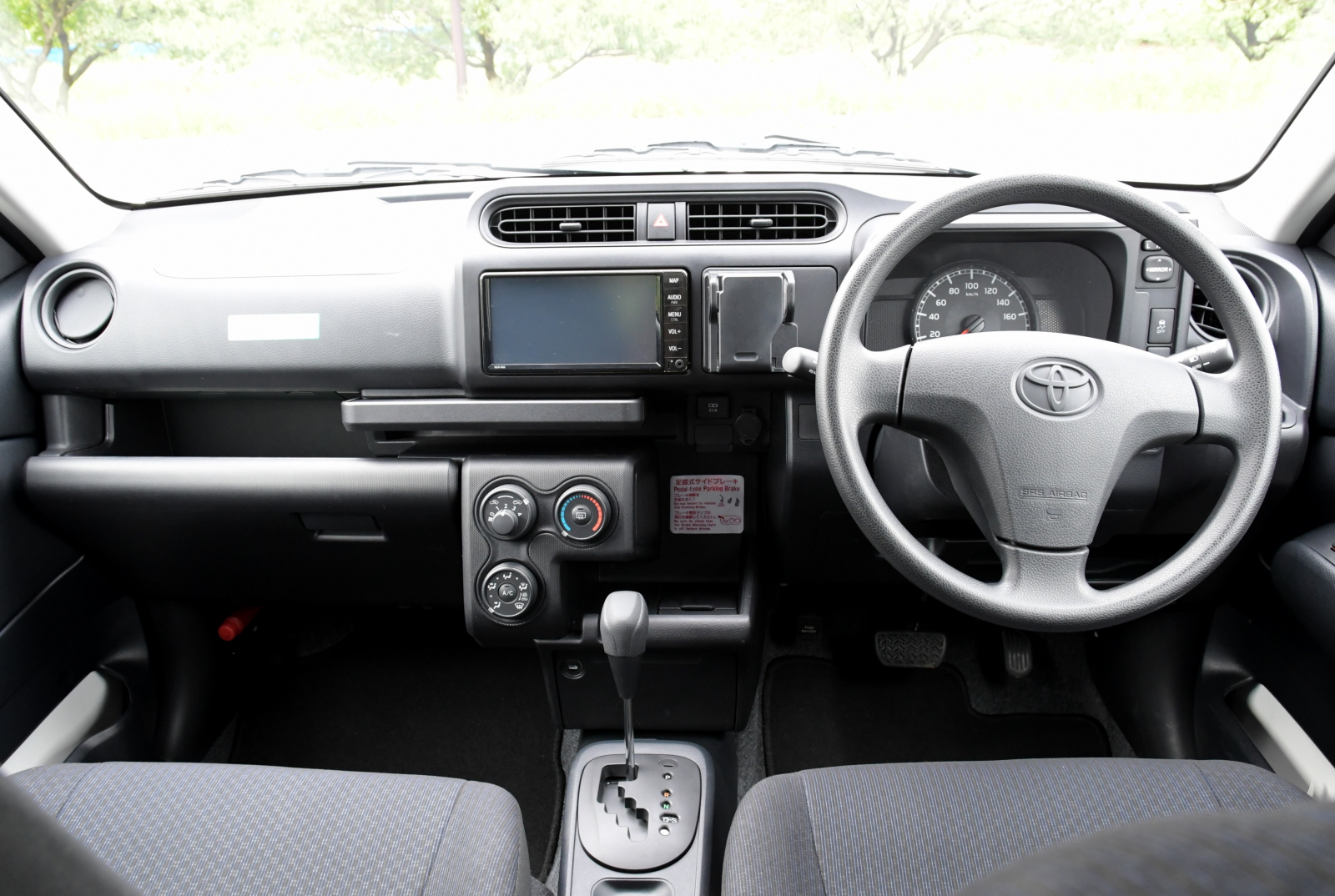
バンGL 車内
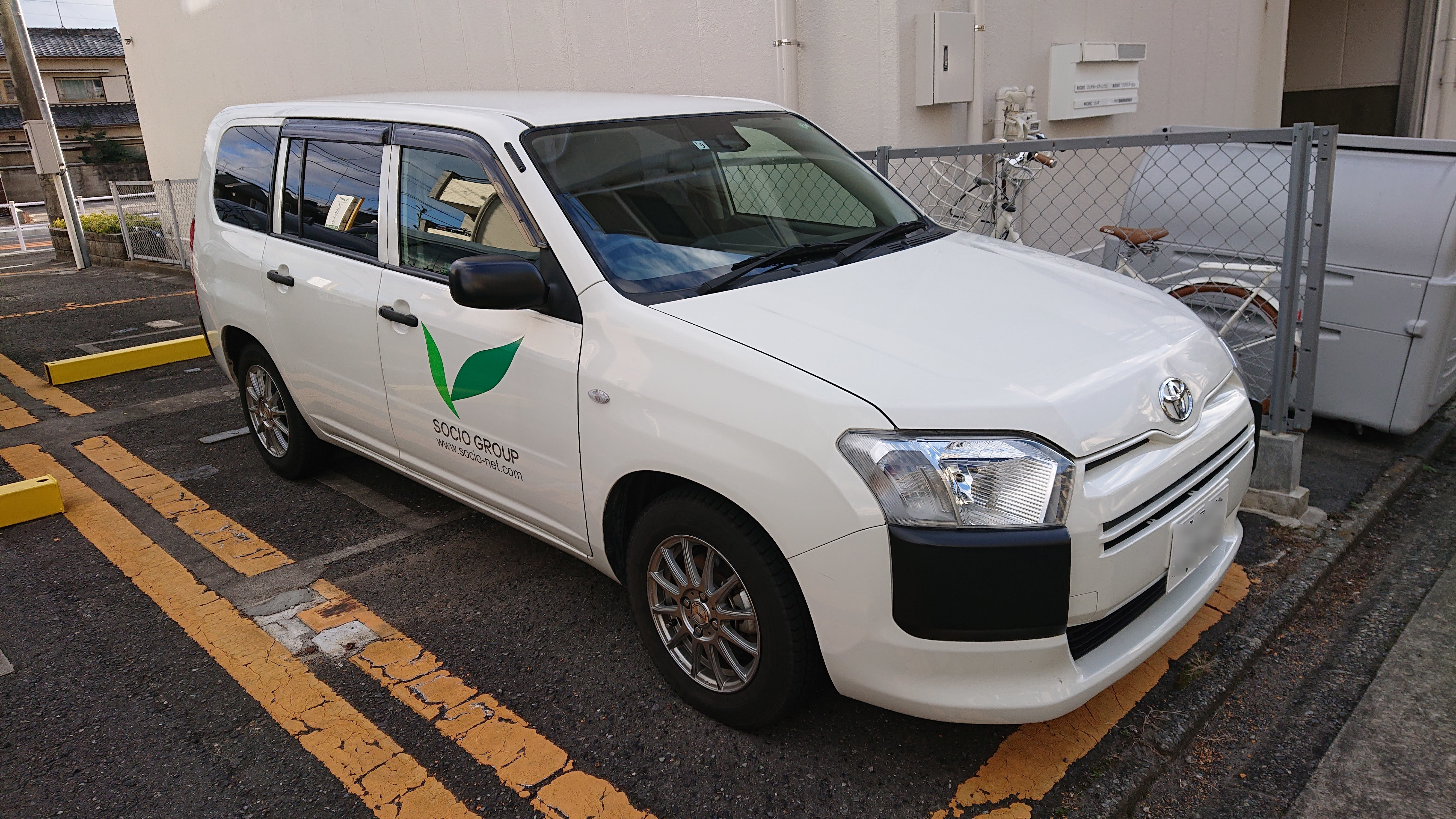
バンDX/DXコンフォート （2014年8月販売型）

## サクシードとの相違点
姉妹車であるサクシードとの相違点は、以下の通りである。

### 2002年7月販売型
下記の通り仕様差があり、1.5Lガソリンエンジンの最廉価モデル同士で比較すると10万円程度の価格差があった。
- フロントグリル、およびフロントバンパー、フロントフェンダー、クウォーター、リヤバンパー、テールゲート、ヘッドランプ、リアコンビランプの形状が異なっている。
- ボンネット、フロントウインドシールド、ルーフ、ドアは共通。
- テールゲートの形状が異なることで、サクシードより全長が105mm短く、その結果、2名乗車時の荷室長は、サクシードの1830mmに対し1810mmで、3×6（サブロク）[注釈 10]の定尺ベニアの積載には向かない。またカルディナ バンからの代替を担う450kg積のサクシード（2WD車のみ）に対し、カローラバンと同じ400kg積となっている。
- サクシードには、1.3Lガソリンエンジン、1.5LCNGエンジン及びワゴンMT車の設定がない。
- 装備については、プロボックスではオプションでも、サクシードでは標準装備となっているものがある[注釈 11]。電動リモコンドアミラーについては、逆にプロボックスには標準装備、サクシードではオプションとなっていた。

### 2014年8月販売型
2014年のマイナーチェンジの際、上記の多くが共通化された。
- ボディを共通化。外観上の違いはリアに貼られたステッカーのみである。
- 荷室は2002年7月-2014年8月型プロボックスと同様の、荷室長1810mm・積載量400kgに統一。追加されたハイブリッド車の最大積載量は350kg。
- 装備も共通化されたため、同クラスのグレードであれば車両価格も同じとされた[13]（ただし一部グレードの北海道地区の価格が微妙に異なる）。ただし、1.3Lガソリンエンジンを搭載したモデルは、引き続きプロボックスのみに設定される[注釈 12]。
- 同クラスのグレードであっても車検証に記載される類別区分番号はプロボックスとサクシードは異なる。

## 取扱い販売店
- トヨタカローラ店
  - 東京都では、以前はトヨタ東京カローラ、トヨタ西東京カローラで取扱っていたが、2019年4月1日の販売チャネル制度廃止に伴い、東京都内の全販売店（トヨタモビリティ東京、トヨタ西東京カローラ、ネッツ店系列のネッツトヨタ多摩とネッツトヨタ東都）で取り扱う。ネッツトヨタ東都（東京都の店舗のみ）とネッツトヨタ多摩は15年ぶりの取扱再開となった。

### 補足
- プロボックスの発売当初は、従来のカローラバンを取扱っていたカローラ店とスプリンターバンを取扱っていた旧・ネッツ店で併売されていた。後に、レクサス店の発足によるトヨタの日本国内販売網の見直しにより、旧・ネッツ店とトヨタビスタ店が統合され、現在のネッツ店が発足して以降は、メーカー主導による取扱車種の見直しによりネッツ店での取扱が廃止され、カローラ店のみの取扱に変更された。
- 前述したように、2020年5月1日に東京都以外のすべての地域での全車種併売化[14]に伴い、トヨタ店、トヨペット店、ネッツトヨタ東都（東京都の店舗）とネッツトヨタ多摩以外のネッツ店でも取扱が開始された。なおトヨタ店とトヨペット店は同年5月6日を以てサクシードが販売終了したことでプロボックスに一本化された。また、全車種併売化に先立って同年4月1日に香川県東かがわ市で営業を開始した全チャネル統合ディーラーの東かがわトヨタ自動車販売では当初からプロボックスに一本化されている。

## 車名の由来
英語で「プロフェッショナル」と言う意味の「Pro」と「箱」を意味する「box」を組み合わせ、「プロフェッショナルのための箱」と言う意味を込めて作られた造語。